# Claxton, Durham
Claxton är en civil parish  i Storbritannien.   Den ligger i kommunen Borough of Hartlepool och riksdelen England, i den centrala delen av landet, 400 km norr om huvudstaden London.